# 하동 쌍계사 일주문
하동 쌍계사 일주문(河東 雙磎寺 一柱門)은 경상남도 하동군 화개면 운수리, 쌍계사에 있는 조선시대의 일주문이다. 
1974년 2월 16일 경상남도의 유형문화재 제86호 쌍계사 일주문으로 지정되었다가, 2018년 12월 20일 현재의 명칭으로 변경되었다.

## 개요
지리산 기슭에 있는 쌍계사는 신라 성덕왕 23년(723)에 삼법이 처음 지었고, 임진왜란(1592)으로 불타 없어진 것을 인조 19년(1641)에 다시 지었다.
절의 입구에 세워져 있는 일주문은 속세를 떠나 부처의 세계로 들어가는 첫 번째 관문이며, 항상 한마음을 가지고 수도하고 교화하라는 의미의 상징물이기도 하다. 양쪽에 기둥을 하나씩 세워 지붕을 받치고 있는데, 지붕은 옆면이 여덟 팔(八)자 모양의 팔작지붕이다. 지붕 처마를 받치면서 장식을 겸하는 공포는 기둥 위와 기둥 사이에도 배치되어 있는 다포식이다. 앞면에는 3구씩·옆면에는 2구씩 배치하여, 처마가 매우 화려하며 공포로 꽉 차 있는 듯하다. 기둥 앞뒤에는 보조 기둥을 두어 지붕을 안전하게 지탱하고 있는데, 보조 기둥 머리 부분에는 연꽃무늬를 장식하였다.
화려한 다포계 후기의 특징을 잘 나타내고 있는 일주문이다.

## 참고 자료
- 쌍계사일주문 - 국가유산청 국가유산포털